# Вама (Сату Маре)
Вама (рум. Vama) насеље је у Румунији у округу Сату Маре у општини Вама. Oпштина се налази на надморској висини од 236 m.

## Становништво
Према подацима из 2002. године у насељу је живело 3670 становника.

### Попис2002.
| Расподела становништва по националности 2002.‍ | Расподела становништва по националности 2002.‍ | Расподела становништва по националности 2002.‍ | Расподела становништва по националности 2002.‍ | Расподела становништва по националности 2002.‍ |
| --------------------------------------------- | --------------------------------------------- | --------------------------------------------- | --------------------------------------------- | --------------------------------------------- |
|                                               |                                               |                                               |                                               |                                               |
| Румуни                                        | Румуни                                        |                                               | 2.592                                         | 70,7%                                         |
| Мађари                                        | Мађари                                        |                                               | 994                                           | 27,1%                                         |
| Роми                                          | Роми                                          |                                               | 74                                            | 2,0%                                          |
| Немци                                         | Немци                                         |                                               | 7                                             | 0,2%                                          |